# 諾布利克 (密蘇里州)
諾布利克（英語：Knob Lick）是位於美國密蘇里州聖弗朗索瓦縣的普查規定居民點。

## 歷史
諾布利克的郵局自1870年營運至今。

## 人口
根據2020年美國人口普查的數據，諾布利克的面積為2.57平方千米，皆為陸地。當地共有人口147人，而人口密度為每平方千米57.2人。